# Eliaquim Mangala
Pour les articles homonymes, voir Mangala.
Eliaquim Mangala, né le 13 février 1991 à Colombes, est un footballeur international français qui évolue au poste de défenseur.
Sélectionné en équipe de France depuis 2013, il participe à la Coupe du monde 2014 et à l'Euro 2016 dont il est finaliste.

## Biographie

### Débuts
Né à Colombes, de parents originaires de la République démocratique du Congo, Eliaquim Hans Mangala acquiert la nationalité française le 5 décembre 1995, par l'effet collectif attaché à la naturalisation de sa mère. Il déménage très tôt dans sa jeunesse pour la Belgique où ses parents s'installent et où il commence le foot à l'AC Lustin. Il fréquente l'Institut Saint-Louis, à Namur. Eliaquim Mangala fait ses gammes à Lustin, Wépion et l'UR Namur, des clubs de la province de Namur en Belgique, avant de rejoindre Liège à l'âge de 16 ans.

### Carrière en club

#### Standard de Liège
Après plusieurs saisons dans le centre de formation du Standard, et grâce au Standard de Liège, il deviendra international espoirs français et gagnera progressivement sa place de titulaire au sein de la défense du club liégeois. Lors de sa première titularisation le 17 janvier 2009 contre le FC Dender, il délivre une passe décisive à Milan Jovanović à la troisième minute de jeu. Le 16 septembre 2009, il inscrit le premier but de l'histoire du Standard de Liège en Ligue des champions face à Arsenal FC, après seulement deux minutes de jeu, n'empêchant toutefois pas ses couleurs de s'incliner 2-3, et ce malgré un record établi par l'équipe de mener 2-0 après cinq minutes de jeu face aux Gunners. Le 21 mai 2011, il est buteur lors de la finale de la Coupe de Belgique remportée 2-0 contre le KVC Westerlo.

#### FC Porto
En août 2011, il est transféré au FC Porto en même temps que le capitaine liégeois Steven Defour. Dès sa première saison, il est champion du Portugal.
La saison suivante débute par une victoire en Supercoupe du Portugal face à l'Académia de Coimbra. Il est de nouveau champion du Portugal au terme de la saison et atteint les huitièmes de finale de la Ligue des champions.
La saison suivante commence de la même manière en remportant une nouvelle Supercoupe du Portugal, cette fois ci-contre le Vitoria SC. À la suite de l'élimination du FC Porto de la Ligue des champions, 33,33 % des droits d'Eliaquim Mangala ont été cédés à la société Doyen Sports Investments Limited d'une part et 10 % d'autre part à la société Robi Plus. Le 27 février 2014, il permet à son équipe du FC Porto de se qualifier pour les huitièmes de finale de la Ligue Europa en inscrivant un doublé de la tête et ainsi battre à la différence de buts marqués à l'extérieur l'Eintracht Francfort.

#### Manchester City
Le 11 août 2014, il rejoint Manchester City. La presse britannique évoque comme montant du transfert la somme de 31,9 millions de livres sterling (40 millions d'euros) alors que la presse française parle, elle, de 53,8 millions d'euros. Il y porte le numéro 20 et fait sa première apparition le 21 septembre 2014, au cours de la sixième journée de Premier League pour le choc face à Chelsea FC au cours duquel il sort une très bonne performance. Il est finalement élu homme du match par le club . Lors de son deuxième match contre Hull, il marque contre son camp avant de provoquer un penalty ce qui n’empêche pas son équipe de l'emporter. Dès sa première saison au club, il prend part à trente et une rencontres toutes compétitions confondues.
Lors de sa seconde saison en Angleterre, il prend part à trente-cinq rencontres toutes compétitions confondues et atteint les demi-finales de la Ligue des champions avant d'être éliminé par le Real Madrid. Il est blessé pendant plusieurs mois, ce qui l'éloigne des terrains et il ne prend pas part à la finale de la coupe de la Ligue.

#### Prêt au Valence CF et à l'Everton FC
Le 31 août 2016, Mangala rejoint le Valence CF sous forme de prêt pour une durée d'une saison. Il inscrit deux buts en trente-trois matchs avant de réintégrer l'effectif des Citizens en juin 2017.
Le 31 janvier 2018, il est prêté pour six mois à Everton. Trois jours plus tard, il est titularisé pour la première fois avec les Toffees à l'occasion d'un match de championnat face à Arsenal (défaite 5-1). Le 10 février 2018, le défenseur français se blesse au genou lors de sa seconde apparition sous le maillot d'Everton contre Crystal Palace. Sam Allardyce, entraîneur des Toffees, annonce quelques jours plus tard que la saison de Mangala est terminée. Il retrouve Manchester City à l'issue de la saison après avoir joué seulement deux matchs avec Everton.

#### Retour au Valence CF
Le 12 août 2019, il s'engage pour deux saisons avec le Valence CF. Peu utilisé, il ne prend part qu'à onze matchs lors de la première saison dont huit en championnat. La saison suivante est du même acabit, prenant part à dix matchs toutes compétitions confondues.

#### AS Saint-Étienne
Le 20 janvier 2022, il s'engage jusqu'à la fin de la saison avec l'AS Saint-Étienne. L'ancien international français marque son premier but avec les Verts et en Ligue 1 contre Reims le 14 mai 2022, d'une superbe frappe pied gauche après une déviation de Mickaël Nadé. Titulaire indiscutable pendant ses quelques mois, il n'est cependant pas conservé par le club à l'issue de la saison. 

#### GD Estoril Praia
Le 7 août 2023, il fait son retour dans le championnat portugais en s'engageant avec les Canarinhos du GD Estoril-Praia pour une durée d'un an. Pour son deuxième match après son arrivée, il ouvre le score en championnat contre le Rio Ave FC. Il retrouve du temps de jeu sous ses nouvelles couleurs margés une blessure qui lui fait manquer huit matchs en début de saison et est titulaire lors de la finale de Coupe de la ligue en janvier 2024 perdue aux tirs au but contre le SC Braga. En fin de saison, il prolonge pour une année son contrat avec le club portugais. 
La saison suivante, après avoir porté le brassard à trois reprises en début de saison et après une blessure musculaire qui lui fait manquer quelques matchs, il perd progressivement son temps de jeu. 

### Parcours en sélection
Mangala honore sa première sélection en équipe de France Espoirs le 13 novembre 2009 en amical face à la Tunisie, mais doit renoncer au match de qualification pour l'Euro 2011 contre la Slovénie, prévu quelques jours plus tard, en raison d'une blessure aux adducteurs. Il est vice-capitaine de l'équipe de France espoir. Le 15 novembre 2011, il ouvre le score contre la Slovaquie, le principal adversaire pour la qualification à l'Euro Espoirs 2013.
Il est convoqué en équipe de France le 16 mai 2013 par Didier Deschamps pour effectuer la tournée d'été en Amérique du Sud. L'équipe de France affronte en match amical l'Uruguay le 5 juin et le Brésil le 9 juin. Il obtient sa première sélection lors du match contre l'Uruguay.
En février 2014, il est de nouveau convoqué en équipe de France pour le match amical du 5 mars prévu face aux Pays-Bas et commence la rencontre comme titulaire. Il fait partie des vingt-trois joueurs appelés pour la Coupe du monde 2014 et pour l'Euro 2016. Il prend seulement part au quart de finale contre l'Islande où il entre en fin de match. La sélection française arrive en finale où elle s'incline contre le Portugal.

## Statistiques
| Saison                | Club                  | Championnat           | Championnat | Championnat | Coupe nationale | Coupe nationale | Coupe de la Ligue | Coupe de la Ligue | Supercoupe | Supercoupe | Compétition(s) continentale(s) | Compétition(s) continentale(s) | Compétition(s) continentale(s) | Total | Total |
| Saison                | Club                  | Division              | M.          | B.          | M.              | B.              | M.                | B.                | M.         | B.         | Comp.                          | M.                             | B.                             | M.    | B.    |
| 2008-2009             | Standard de Liège     | Division 1            | 11          | 0           | -               | -               | -                 | -                 | -          | -          | C3                             | 3                              | 0                              | 14    | 0     |
| 2009-2010             | Standard de Liège     | Division 1            | 31          | 1           | 2               | 0               | -                 | -                 | 1          | 0          | C1+C3                          | 5+6                            | 1+0                            | 45    | 2     |
| 2010-2011             | Standard de Liège     | Division 1            | 35          | 1           | 6               | 1               | -                 | -                 | -          | -          | -                              | -                              | -                              | 41    | 2     |
| Sous-total            | Sous-total            | Sous-total            | 77          | 2           | 8               | 1               | -                 | -                 | 1          | 0          | -                              | 14                             | 1                              | 100   | 4     |
| 2011-2012             | FC Porto              | Primeira Liga         | 7           | 0           | 1               | 0               | 4                 | 1                 | -          | -          | C1+C3                          | 1+1                            | 0+0                            | 14    | 1     |
| 2012-2013             | FC Porto              | Primeira Liga         | 23          | 4           | 3               | 2               | 5                 | 1                 | 1          | 0          | C1                             | 8                              | 0                              | 40    | 7     |
| 2013-2014             | FC Porto              | Primeira Liga         | 21          | 2           | 4               | 0               | 4                 | 0                 | 1          | 0          | C1+C3                          | 6+6                            | 0+3                            | 42    | 5     |
| Sous-total            | Sous-total            | Sous-total            | 51          | 6           | 8               | 2               | 13                | 2                 | 2          | 0          | -                              | 22                             | 3                              | 96    | 13    |
| 2014-2015             | Manchester City FC    | Premier League        | 25          | 0           | 1               | 0               | 2                 | 0                 | -          | -          | C1                             | 3                              | 0                              | 31    | 0     |
| 2015-2016             | Manchester City FC    | Premier League        | 23          | 0           | -               | -               | 3                 | 0                 | -          | -          | C1                             | 7                              | 0                              | 33    | 0     |
| 2017-2018             | Manchester City FC    | Premier League        | 9           | 0           | -               | -               | 4                 | 0                 | -          | -          | C1                             | 2                              | 0                              | 15    | 0     |
| Sous-total            | Sous-total            | Sous-total            | 57          | 0           | 1               | 0               | 9                 | 0                 | -          | -          | -                              | 12                             | 0                              | 79    | 0     |
| 2016-2017             | Valence CF (prêt)     | Liga                  | 30          | 2           | 3               | 0               | -                 | -                 | -          | -          | -                              | -                              | -                              | 33    | 2     |
| 2019-2020             | Valence CF            | Liga                  | 8           | 0           | 1               | 0               | -                 | -                 | -          | -          | C1                             | 2                              | 0                              | 11    | 0     |
| 2020-2021             | Valence CF            | Liga                  | 7           | 0           | 3               | 0               | -                 | -                 | -          | -          | -                              | -                              | -                              | 10    | 0     |
| Sous-total            | Sous-total            | Sous-total            | 45          | 2           | 7               | 0               | -                 | -                 | -          | -          | -                              | 2                              | 0                              | 54    | 2     |
| 2017-2018             | Everton FC (prêt)     | Premier League        | 2           | 0           | -               | -               | -                 | -                 | -          | -          | -                              | -                              | -                              | 2     | 0     |
| 2021-2022             | Saint-Étienne         | Ligue 1               | 15          | 1           | -               | -               | -                 | -                 | -          | -          | -                              | -                              | -                              | 15    | 1     |
| 2023-2024             | GD Estoril-Praia      | Primeira Liga         | 17          | 1           | 2               | 0               | 3                 | 0                 | -          | -          | -                              | -                              | -                              | 22    | 1     |
| 2024-2025             | GD Estoril-Praia      | Primeira Liga         | 9           | 0           | -               | -               | -                 | -                 | -          | -          | -                              | -                              | --                             | 9     | 0     |
| Sous-total            | Sous-total            | Sous-total            | 26          | 1           | 2               | 0               | 3                 | 0                 | -          | -          | -                              | -                              | -                              | 31    | 1     |
| Total sur la carrière | Total sur la carrière | Total sur la carrière | 273         | 12          | 25              | 3               | 25                | 2                 | 3          | 0          | -                              | 50                             | 4                              | 376   | 21    |

### En sélections nationales
| Saison                | Sélection             | Phases finales        | Phases finales | Phases finales | Éliminatoires | Éliminatoires | Matchs amicaux | Matchs amicaux | Total | Total |
| Saison                | Sélection             | Compétition           | M              | B              | M             | B             | M              | B              | M     | B     |
| --------------------- | --------------------- | --------------------- | -------------- | -------------- | ------------- | ------------- | -------------- | -------------- | ----- | ----- |
| 2012-2013             | France                | -                     | -              | -              | -             | -             | 1              | 0              | 1     | 0     |
| 2013-2014             | France                | Coupe du monde 2014   | 0              | 0              | -             | -             | 2              | 0              | 2     | 0     |
| 2014-2015             | France                | -                     | -              | -              | -             | -             | 2              | 0              | 2     | 0     |
| 2015-2016             | France                | Euro 2016             | 1              | 0              | -             | -             | 2              | 0              | 3     | 0     |
| 2016-2017             | France                | -                     | -              | -              | -             | -             | -              | -              | 0     | 0     |
| Total sur la carrière | Total sur la carrière | Total sur la carrière | 1              | 0              | -             | -             | 7              | 0              | 8     | 0     |

### Liste des matchs internationaux
| Matchs internationaux d'Eliaquim Mangala | Matchs internationaux d'Eliaquim Mangala | Matchs internationaux d'Eliaquim Mangala  | Matchs internationaux d'Eliaquim Mangala | Matchs internationaux d'Eliaquim Mangala | Matchs internationaux d'Eliaquim Mangala | Matchs internationaux d'Eliaquim Mangala                             |
|                                          | Date                                     | Lieu                                      | Adversaire                               | Résultat                                 | Compétition                              | Notes                                                                |
| ---------------------------------------- | ---------------------------------------- | ----------------------------------------- | ---------------------------------------- | ---------------------------------------- | ---------------------------------------- | -------------------------------------------------------------------- |
| 1.                                       | 5 juin 2013                              | Stade Centenario, Montevideo, Uruguay     | Uruguay                                  | 1 - 0                                    | Match amical                             | Titulaire.                                                           |
| 2.                                       | 5 mars 2014                              | Stade de France, Saint-Denis, France      | Pays-Bas                                 | 2 - 0                                    | Match amical                             | Titulaire.                                                           |
| 3.                                       | 1er juin 2014                            | Allianz Riviera, Nice, France             | Paraguay                                 | 1 - 1                                    | Match amical                             | Entre en jeu à la place de Mamadou Sakho à la 46e minute de jeu.     |
| 4.                                       | 11 octobre 2014                          | Stade de France, Saint-Denis, France      | Portugal                                 | 2 - 1                                    | Match amical                             | Titulaire.                                                           |
| 5.                                       | 18 novembre 2014                         | Stade Vélodrome, Marseille, France        | Suède                                    | 1 - 0                                    | Match amical                             | Titulaire.                                                           |
| 6.                                       | 7 septembre 2015                         | Stade Matmut-Atlantique, Bordeaux, France | Serbie                                   | 2 - 1                                    | Match amical                             | Titulaire.                                                           |
| 7.                                       | 11 octobre 2015                          | Parken Stadium, Copenhague, Danemark      | Danemark                                 | 1 - 2                                    | Match amical                             | Titulaire.                                                           |
| 8.                                       | 3 juillet 2016                           | Stade de France, Saint-Denis, France      | Islande                                  | 5 - 2                                    | Euro 2016                                | Entre en jeu à la place de Laurent Koscielny à la 71e minute de jeu. |

## Palmarès

### En club
Avec le Standard de Liège, il est champion de Belgique en 2009 avant de remporter la Supercoupe de Belgique 2009. Il remporte également la Coupe de Belgique en 2011 en marquant un but en finale.
Parti ensuite au FC Porto, il est champion du Portugal à deux reprises en 2012 et 2013 et remporte la Supercoupe du Portugal en 2012 et 2013.
Eliaquim Mangala est vice-champion d'Angleterre en 2015 avec Manchester City. Prêté à Everton entre janvier et juin 2018, il est considéré comme champion d'Angleterre 2018 grâce à ses neuf matchs de championnat joués en première partie de saison sous le maillot des Citizens.
Il est finaliste de la Coupe de la Ligue en 2024 avec le GD Estoril-Praia.

### En sélection
Avec l'équipe de France, Eliaquim Mangala compte 8 sélections et à joué Championnat d'Europe 2016 où la France est finaliste ainsi que la Coupe du monde en 2014.
| Standard de Liège (3) | FC Porto (4) | Manchester City (1)                                                           | GD Estoril-Praia                          | Équipe de France                             |
| --- | --- | ----------------------------------------------------------------------------- | ----------------------------------------- | -------------------------------------------- |
| - Championnat de Belgique (1) : - Champion en 2009. - Vice-champion en 2011. - Coupe de Belgique (1) : - Vainqueur en 2011. - Supercoupe de Belgique (1) : - Vainqueur en 2009 | - Championnat du Portugal (2) : - Champion en 2012 et 2013. - Supercoupe du Portugal (2) : - Vainqueur en 2012 et 2013. - Coupe de la Ligue : - Finaliste en 2013 | - Championnat d'Angleterre (1) : - Champion en 2018. - Vice-champion en 2015. | - Coupe de la Ligue : - Finaliste en 2024 | - Championnat d'Europe : - Finaliste en 2016 |